# Halacarellus novus
Halacarellus novus is een mijtensoort uit de familie van de Halacaridae. De wetenschappelijke naam van de soort is voor het eerst geldig gepubliceerd in 1907 door Lohmann.